# Кузбасс (газета)
«Кузбасс» — газета, издаваемая в Кемерове. С 1943 по 1991 являлась органом Кемеровского обкома КПСС, Кемеровского исполнительного комитета КПСС, Кемеровского областного совета. Единственное региональное ежедневное массовое издание в Кузбассе. В 2009 году стала лауреатом Премии правительства РФ по итогам конкурса среди печатных СМИ России — за разработку и реализацию современной модели газеты. Первый номер газеты вышел 7 января 1922 года в Кольчугино. В 1925 редакция переехала в Щегловск. До 1925 года газета «Кузбасс» была печатным органом Кольчугинского райкома РКП(б), райкома профсоюза горнорабочих, рудоисполкома и рудоуправления, затем она была реорганизована в окружную газету, в 1930 году стала городской, в начале 1943 года, после образования Кемеровской области, приобрела статус главной газеты Кузбасса.
С 2019 года газета входит в состав «Регионального медиахолдинга «Кузбасс». Учредитель - КУГИ Кемеровской области.

## Известные журналисты
- Геннадий Юров
- Иван Балибалов
- Юрий Дьяконов
- Волошин, Александр Никитич
- Трутнев, Александр Васильевич — главный редактор с 1985 по 1997
- Кухмарь, Юрий Иванович
- Качин, Валерий Александрович — главный редактор

## Награды
- Орден Трудового Красного Знамени
- Орден «Доблесть Кузбасса»